# Copa Airlines
La Compañía Panameña de Aviación, S.A. (conocida como Copa y denominada simplemente Copa Airlines) es la aerolínea de bandera de Panamá con su centro de conexiones principal en el Aeropuerto Internacional de Tocumen, ubicado en Ciudad de Panamá, llamado el Hub de las Américas.
Vuela a 89 destinos en 33 países en Norte, Centro, Sudamérica y el Caribe.
Copa Airlines es subsidiaria de Copa Holdings S.A y miembro de la red global de aerolíneas Star Alliance.

## Historia

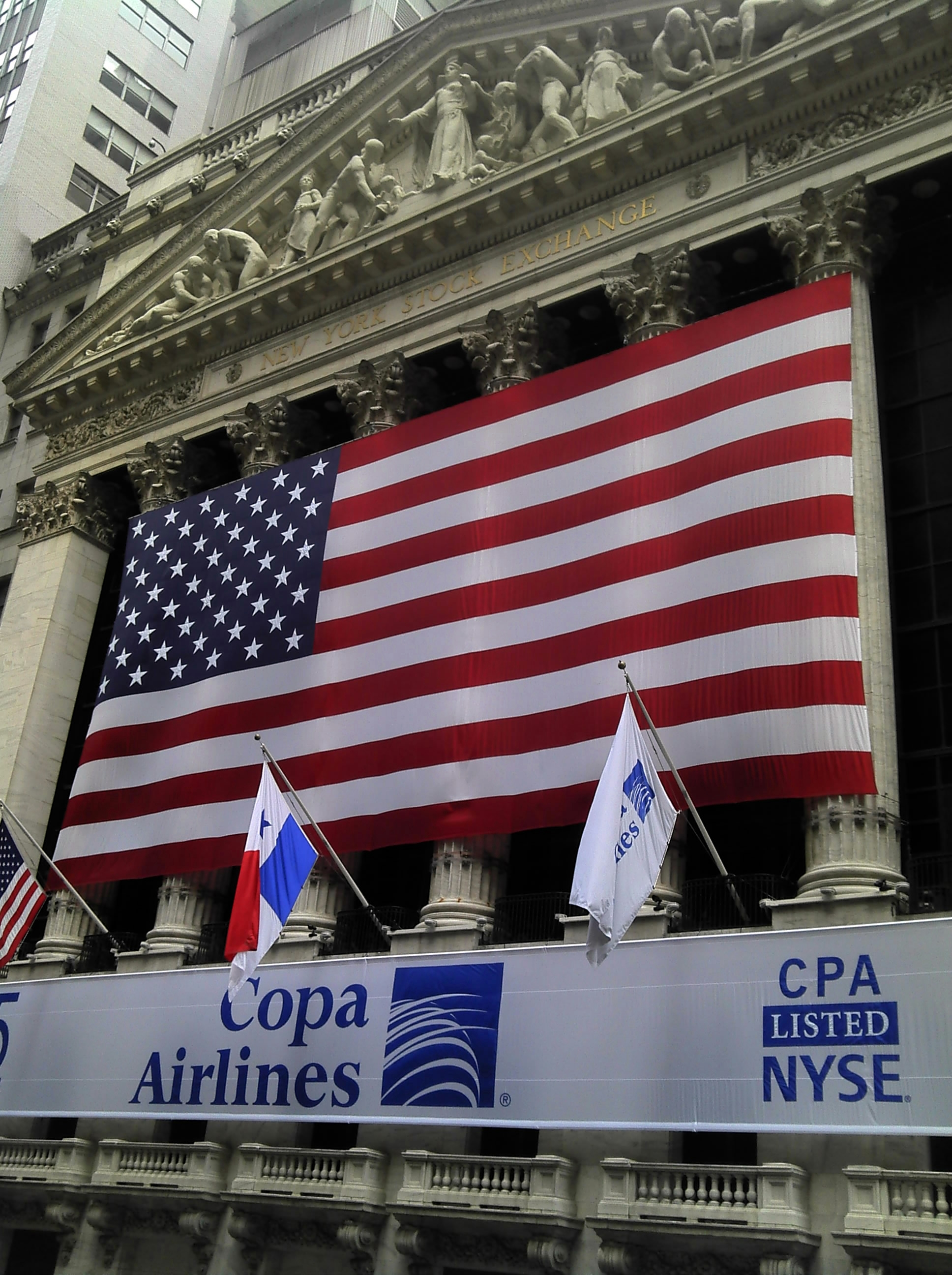
En junio de 2011, Copa Airlines celebra 5 años en el New York Stock Exchange.

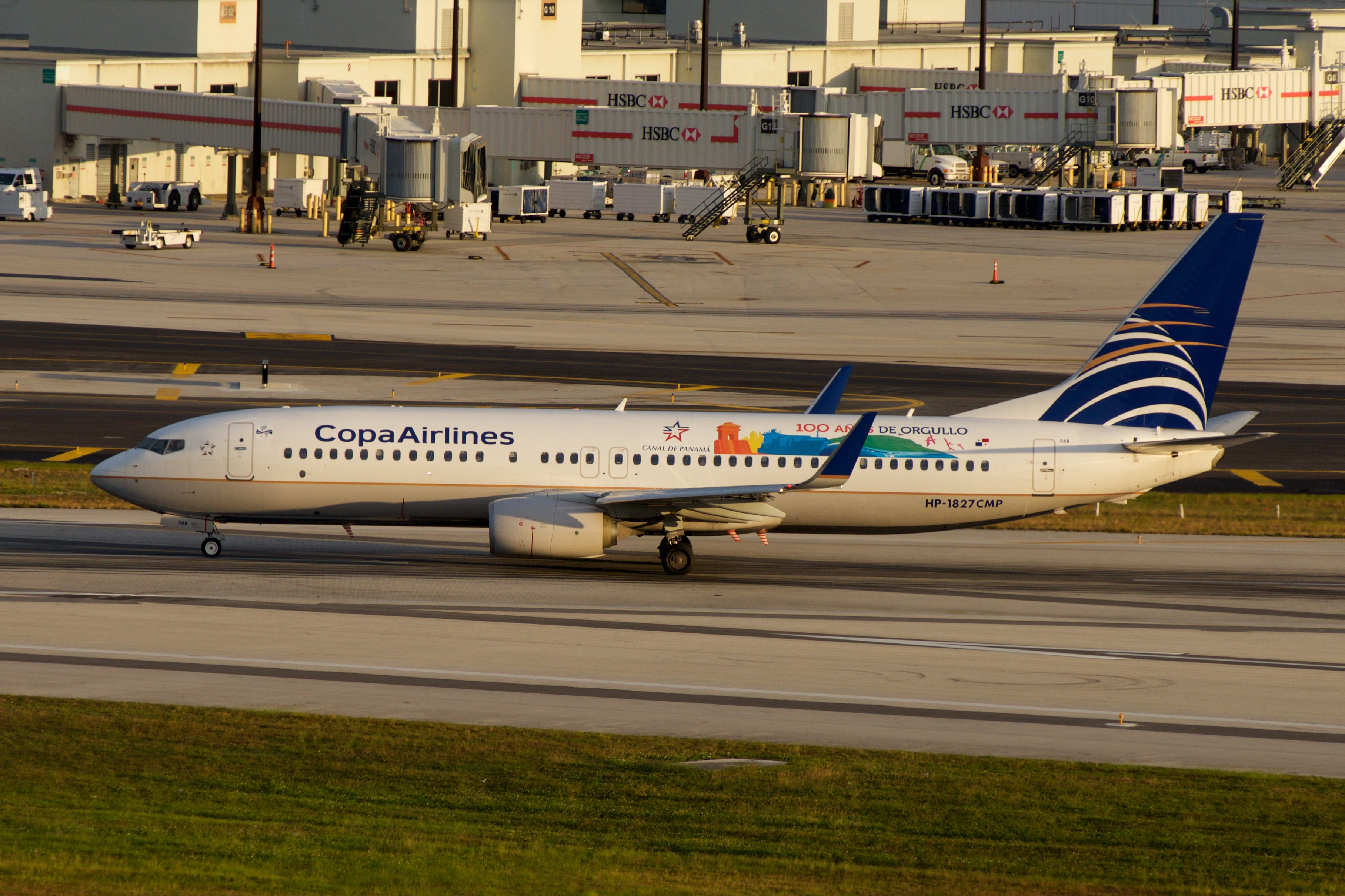
Boeing 737-800 de Copa Airlines en el Aeropuerto Internacional de Miami.

Fue fundada en 1947 por el empresario panameño Alberto Motta Cardoze bajo el nombre Compañía Panameña de Aviación. Inició vuelos nacionales a tres ciudades de Panamá utilizando un avión Douglas DC-3.
En 1960 amplió a tres las frecuencias semanales a las ciudades de San José, Kingston, Barranquilla y Medellín, gracias a la incorporación de un avión Avro 748 y un Lockheed L-188 Electra.
En la década de los 70 decide retirarse del mercado doméstico, dedicándose únicamente a operar destinos internacionales.
En 1980, y tras la compra de su primer avión, un Boeing 737-100, amplia sus destinos a Cartagena en Colombia, Puerto Príncipe en Haití, Santo Domingo, San Juan en Puerto Rico y Miami en los Estados Unidos. Los aviones modelo Boeing 737-200 arribaron a mediados de los 80, alcanzando 26 aviones a la flota con esta especificación.
El año 1992 marcaría la consolidación a nivel continental de la aerolínea, con la apertura del primer centro de conexiones de vuelos dentro de Latinoamérica con sede en Panamá, llamado “Hub de las Américas” en el Aeropuerto Internacional de Tocumen. Se añaden los destinos de Caracas (Venezuela), Ciudad de México (México), Santiago de Chile (Chile), Cali y Bogotá (Colombia), Quito y Guayaquil (Ecuador), Lima (Perú), Buenos Aires (Argentina) y La Habana (Cuba).
En 1998, Copa Airlines y la aerolínea estadounidense Continental Airlines firmaron una alianza estratégica, relanzando su marca con una nueva imagen de Copa Airlines. De esta manera, la aerolínea panameña adopta el programa de viajero frecuente OnePass®. Dos años después, inicia la renovación de su flota con aviones Boeing 737 Next Generation y amplía la red de destinos a Cancún, Orlando, São Paulo, Los Ángeles y San Andrés.
En 2003 recibe el primer Boeing 737-800 Next Generation y se amplía el acuerdo compartido con Continental Airlines.
En el 2004, se firma un acuerdo para la adquisición de aviones brasileños Embraer 190, con una orden en firme de 10 y opción de 20 adicionales.
En el 2005, Copa Airlines adquiere la línea aérea colombiana AeroRepública ahora Copa Airlines Colombia. Ese mismo año, Copa Holdings, S.A., la empresa tenedora de las acciones de Copa Airlines, lanza una oferta pública de 14 millones de acciones en la Bolsa de Valores de Nueva York, convirtiéndose así en la tercera línea aérea latinoamericana (después de la chilena LAN y la brasileña GOL) en cotizarse en este importante mercado financiero.
Entre los años 2006 y 2008, Copa Airlines agregó 15 destinos a su red de conexiones, entre los que se destacan: Manaus, Maracaibo, Montevideo, Río de Janeiro, San Pedro Sula y Santiago De Los Caballeros, Córdoba, Guadalajara, Punta Cana y Washington-Dulles, al tiempo que se vuelve miembro asociado de la alianza SkyTeam.
En los años siguientes, la aerolínea de bandera panameña anunció la compra de 13 aeronaves Boeing 737-800, con el diseño de Boeing "Sky Interior", y agregó destinos como la isla de St. Maarten, en el Caribe. Además, en el año 2010 anunció su integración a la red de aerolíneas Star Alliance, actualmente con 28 miembros. 
En el 2011, Copa Airlines empezó a operar dos nuevos horarios de conexiones, pasando de cuatro a seis los horarios de conexiones en el Aeropuerto Internacional de Tocumen, y agrega más frecuencias a destinos como Miami, Orlando, Los Ángeles, Nueva York, Bogotá, Tegucigalpa, Aruba, Punta Cana, Cancún, México DF, Santiago de Chile y Río de Janeiro, e inicia vuelos diarios, anteriormente no diarios, a destinos como Guadalajara y Belo Horizonte.
Copa Airlines mantuvo su plan de expansión y agregó nueve destinos, dentro de los cuales están: Toronto, Porto Alegre, Brasilia, Nasáu, Montego Bay, Monterrey, Asunción, Chicago y Cúcuta.
También lanzó su sitio móvil m.copaair.com, en el cual sus clientes pueden registrarse y obtener su pase de abordar, verificar información sobre vuelos, entre otras características desde sus teléfonos móviles y anuncia un acuerdo de código compartido con la aerolínea ecuatoriana TAME, el cual será efectivo en el primer trimestre del 2012.
Además, recibe el nuevo Boeing 737-800 Next Generation Sky Interior con mejoras en el rendimiento, siendo la 1.ª aerolínea latinoamericana en tenerlo en su flota.
Para el año 2012, 5 nuevos destinos: Las Vegas en Estados Unidos, Willemstad en Curazao, Liberia en Costa Rica, Recife en Brasil, y hacia Iquitos en Perú. También se espera el aumento de frecuencias a varios destinos y un acuerdo interlínea con Air Panamá, que consiste en conectar los destinos turísticos en Panamá con Latinoamérica. Se espera que este acuerdo sea efectivo en junio de 2012, cuando Air Panama empiece vuelos desde Ciudad de Panamá, Panamá a Isla Colón, Bocas del Toro.
En 2013 sigue ampliando frecuencias y destinos: Boston y Tampa en Estados Unidos y en 2014 anuncia Montreal en Canadá, Fort Lauderdale en Estados Unidos y por primera vez en Georgetown en Guyana, posteriormente agregó a Santa Clara, Cuba y Campinas en Brasil.
En 2015 confirma sus destinos número 11 y 12 en Estados Unidos: Nueva Orleans y San Francisco. Copa Airlines, vuelve a servir al mercado doméstico volando dos veces al día a David y conectando a la provincia de Chiriquí con sus 74 destinos a través del Hub de las Américas, posteriormente en agosto, anuncia la apertura para el mes de diciembre de la ruta hacia Ciudad de Belice.
El 11 de abril de 2015 Copa Airlines firmó un contrato para un pedido de 61 unidades del tipo 8/9 MAX. Es la segunda aerolínea latinoamericana en pedir el modelo, tras Aeromexico, que solicitó 90 unidades.
El 5 de julio de 2016 se anuncia la suspensión de la ruta Panamá-Puebla por los problemas económicos que afronta la región. Copa Airlines es la aerolínea más importante de Centroamérica.
En noviembre de 2017 inician vuelos a Mendoza, Argentina y en diciembre de 2017, inician vuelos a Denver, Estados Unidos.
En julio de 2018 inician vuelos a las ciudades de Fortaleza y Salvador de Bahía, Brasil. La ruta a Fortaleza fue suspendida en julio de 2019. También inicia la ruta a Bridgetown, Barbados.
En septiembre de 2018 recibe su primer Boeing 737 MAX 9, el cual sería el primero de un pedido de 61 aviones de la familia Boeing 737 MAX.
A partir de diciembre de 2018, inició la ruta Puerto Vallarta-Riviera Nayarit con la Ciudad de Panamá y otros 77 destinos en Norte, Centro, Suramérica y el Caribe, operados a través del Hub de las Américas, en Ciudad de Panamá. Esto amplía su red de rutas a 79 destinos en 32 países en Norte, Centro, Sur América y el Caribe. También inició la ruta a Salta, Argentina.
Para el 2019 empezó a volar hacia Paramaribo (Surinam) a partir del 6 de julio de 2019, convirtiéndose en su destino 81 en 33 países en Norte, Centro, Sur América y el Caribe.
En 2021 después de la pandemia y el cierre de operaciones la aerolínea inicio tres nuevas rutas hacia Atlanta, Estados Unidos, Armenia, y Cucuta, en Colombia.
Para el 2022 sumó tres nuevas rutas Santa Marta , Colombia y Barcelona ,Venezuela en septiembre inicio vuelos hacia el México-AIFA, México aconvirtiéndose en su destino 82 en 33 países en Norte, Centro, Sur América y el Caribe.
En 2023 la aerolínea sumó cuatro nuevos destinos Manta, Ecuador su tercer destino en el país también inicio vuelos hacia Baltimore y Austin y su primer destino en Texas alcanzado los 15 destinos en Estados Unidos para octubre iniciará operaciones hacia Barquisimeto su quinto destino en Venezuela para finales de 2023, Copa Airlines opera a 86 destinos en 33 países en América.
A partir de junio de 2024, Copa Airlines sumará tres nuevos destinos Florianópolis, Brasil, Raleigh-Durham su primer destino en Carolina del Norte, Estados Unidos y Tulum su quinto destino en México alcanzado los 89 destinos en 33 países en América.
Copa Airlines es la tercera aerolínea en el mundo en recibir un Boeing 737 Next Generation con los Split Scimitar Winglets (HP-1836CMP).

## Destinos
Copa Airlines actualmente viaja a 89 destinos en 33 países, todos dentro del continente americano.

## Flota

### Flota actual

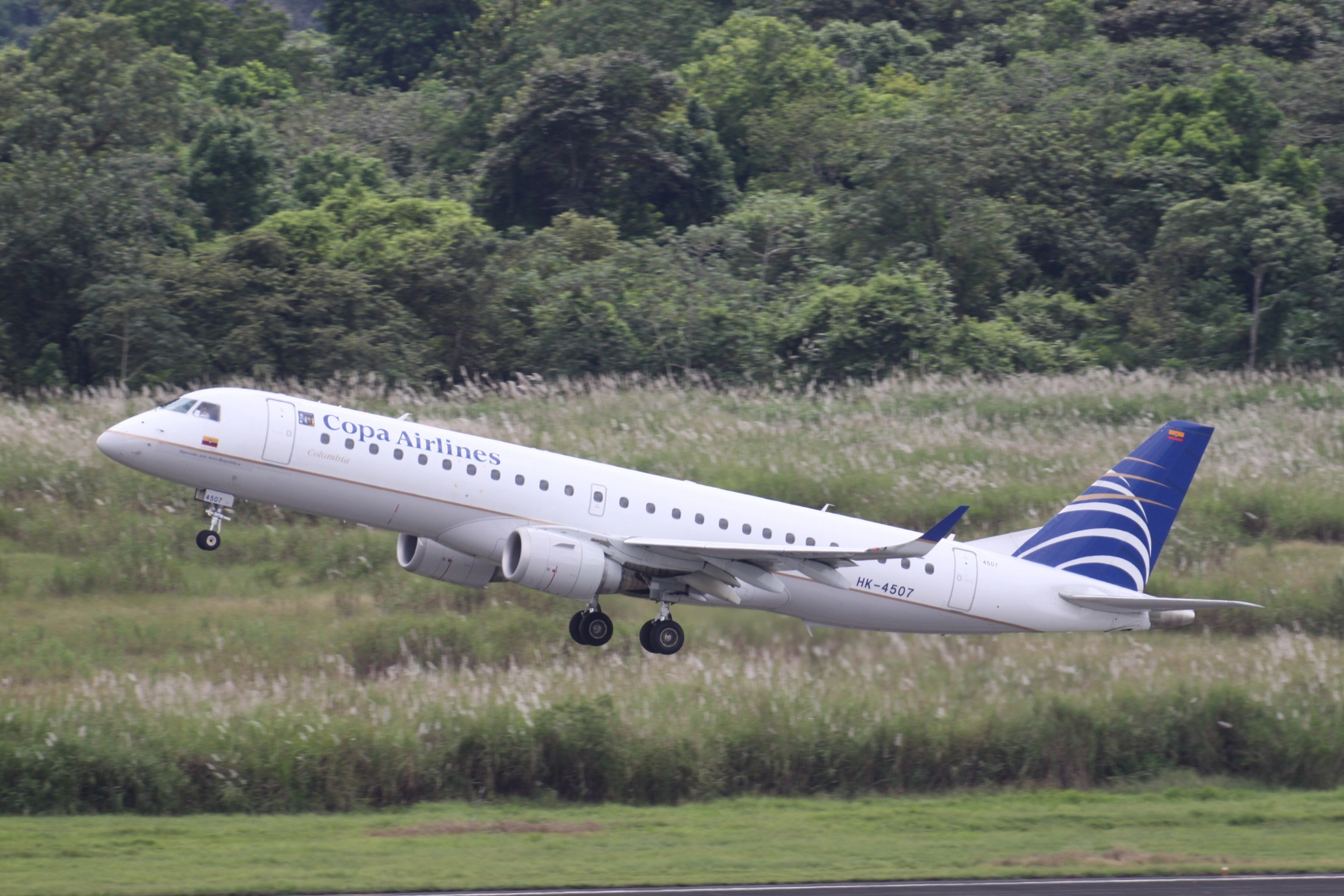
Copa Airlines fue el cliente de lanzamiento del Embraer E-190 en América Latina.

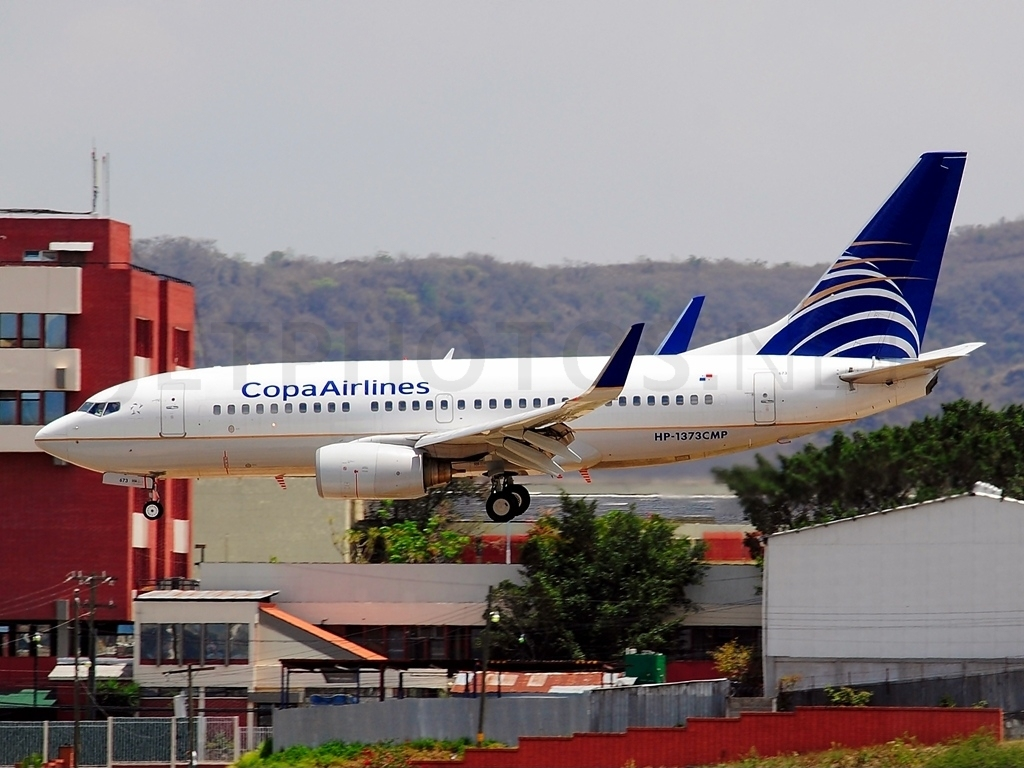
Boeing 737-700 de Copa Airlines.

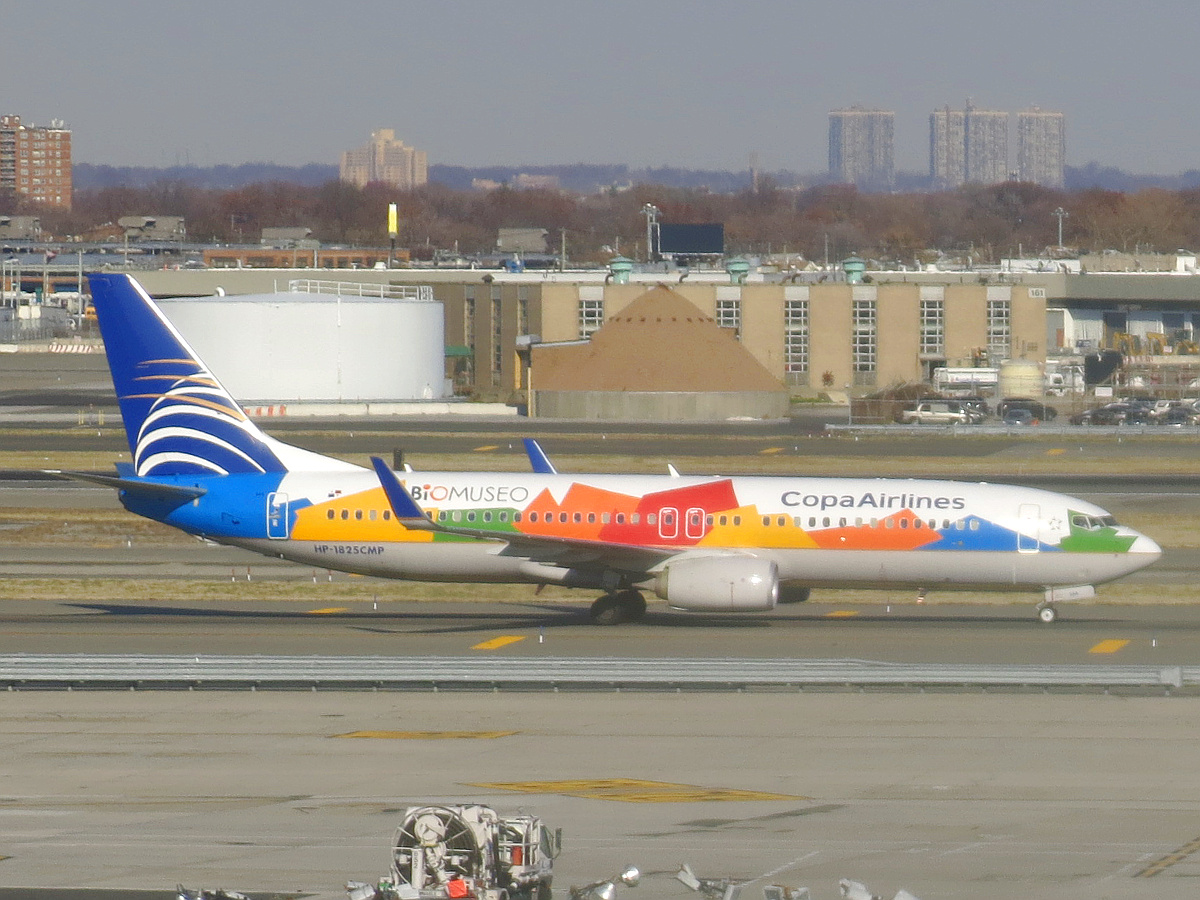
Boeing 737-800 de Copa Airlines en Nueva York, con un anuncio para el Museo de la Biodiversidad.

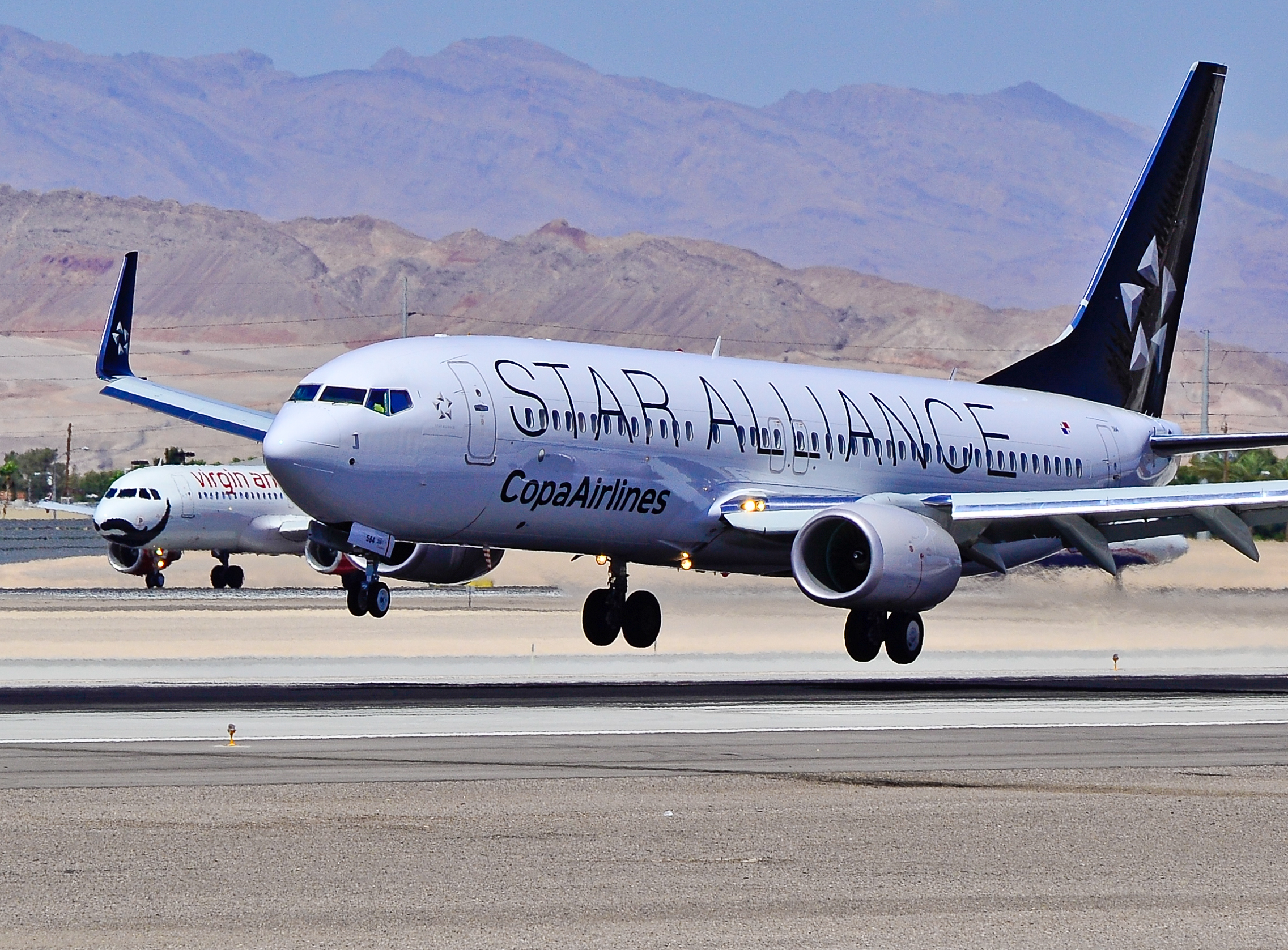
Boeing 737-800 de Copa Airlines en librea de Star Alliance en el Aeropuerto Internacional Harry Reid de Las Vegas

La flota de Copa Airlines está compuesta por un total de 112 aviones, con un promedio de edad de 10,1 años (Diciembre de 2024):
| Aeronave          | En servicio | Pedidos | Pasajeros                                              | Pasajeros                                              | Pasajeros                                              | Pasajeros                                              | Edad media                                             |
| Aeronave          | En servicio | Pedidos | C                                                      | W                                                      | Y                                                      | Total                                                  | Edad media                                             |
| ----------------- | ----------- | ------- | ------------------------------------------------------ | ------------------------------------------------------ | ------------------------------------------------------ | ------------------------------------------------------ | ------------------------------------------------------ |
| Boeing 737-700    | 9           | —       | 12                                                     | —                                                      | 114                                                    | 126                                                    | 20 años                                                |
| Boeing 737-800    | 67          | —       | 16                                                     | —                                                      | 144                                                    | 160                                                    | 10,6 años                                              |
| Boeing 737-800    | 67          | —       | 16                                                     | —                                                      | 150                                                    | 166                                                    | 10,6 años                                              |
| Boeing 737-800    | 1           | —       | Cargo                                                  | Cargo                                                  | Cargo                                                  | Cargo                                                  | 21,6 años                                              |
| Boeing 737 MAX 8  | 3           | 35      | 16                                                     | 24                                                     | 126                                                    | 166                                                    | 0,6 años                                               |
| Boeing 737 MAX 9  | 32          | –       | 16                                                     | 24                                                     | 126                                                    | 166                                                    | 2,7 años                                               |
| Boeing 737 MAX 9  | 32          | –       | 12                                                     | 24                                                     | 138                                                    | 174                                                    | 2,7 años                                               |
| Boeing 737 MAX 10 | —           | 15      | Por anunciarse                                         | Por anunciarse                                         | Por anunciarse                                         | Por anunciarse                                         |                                                        |
| Total             | 112         | 50      | Edad media de la flota (diciembre de 2024): 10,1 años. | Edad media de la flota (diciembre de 2024): 10,1 años. | Edad media de la flota (diciembre de 2024): 10,1 años. | Edad media de la flota (diciembre de 2024): 10,1 años. | Edad media de la flota (diciembre de 2024): 10,1 años. |

### Flota histórica
| Aeronave                      | Número | Introducido | Retirado |
| ----------------------------- | ------ | ----------- | -------- |
| Boeing 707                    | 1      | 1993        | 1994     |
| Boeing 727-200                | 1      | 1985        | 1987     |
| Boeing 737-100                | 2      | 1980        | 1993     |
| Boeing 737-200                | 22     | 1987        | 2005     |
| Convair CV-240                | 1      | 1968        | 1969     |
| Convair CV-340                | 1      | 1968        | 1974     |
| Curtiss C-46 Commando         | 3      | 1959        | 1973     |
| Douglas DC-3/C-47             | 3      | 1947        | 1987     |
| Douglas DC-6                  | 1      | 1981        | 1982     |
| Embraer 190                   | 21     | 2005        | 2020     |
| Hawker Siddeley HS (Avro) 748 | 1      | 1968        | 1974     |
| Lockheed L-188 Electra        | 5      | 1971        | 1985     |
| Martin 4-0-4                  | 1      | 1961        | 1965     |

## ConnectMiles
Copa Airlines subsidiaria de Copa Holdings, S.A, miembro de la red global de aerolíneas Star Alliance, develó ConnectMiles, su nuevo programa de lealtad diseñado para fortalecer la relación con sus viajeros frecuentes y brindarles una atención exclusiva. El programa conserva el modelo de acumulación y redención de millas que los pasajeros de Copa Airlines han disfrutado en los últimos años.
Con el programa ConnectMiles, los miembros podrán acumular sobre la base de la distancia volada, al tiempo que tendrán la oportunidad de acumular millas adicionales dependiendo de la tarifa comprada y su estatus dentro del programa, al volar con Copa Airlines.
Gracias a la conectividad de Copa Airlines, como miembro de Star Alliance, la red de aerolíneas que cuenta con las compañías de transporte aéreo más importantes del mundo, el usuario de ConnectMiles podrá ganar y redimir millas para viajar a más de 1300 destinos en 192 países en el mundo.
Por su parte, los miembros del programa ConnectMiles contarán con tarifas de redención más competitivas, ajustadas a la red de Copa Airlines y podrán acceder a ascensos de clase utilizando sus millas cuando viajan con boletos pagos. Además, los requisitos para calificar a un estatus del PreferProgram serán más flexibles y se podrán obtener beneficios exclusivos como ascensos de clase de cortesía.

## Copa Club
Es un salón vip que ofrece a los viajeros una cómoda estancia, además de poder hacer reuniones de negocios, conexión a internet a través de red inalámbrica, selección de periódicos y revistas, hacer llamadas o simplemente relajarse mientras los pasajeros se encuentran esperando su vuelo.

### Localizaciones
- Ciudad de Panamá, Panamá
- Santo Domingo, República Dominicana
- Ciudad de Guatemala, Guatemala
- San José, Costa Rica
- Bogotá, Colombia

Los miembros del Copa Club pueden usar también el club de sus socios, los cuales ofrecen otros clubs en más localizaciones.

## Códigos compartidos
Copa Airlines actualmente posee código compartido con las siguientes aerolíneas:
(Esta lista incluye aerolíneas que no pertenecen a la alianza Star Alliance)
- Air Europa
- Air France
- Asiana Airlines *
- Azul Linhas Aéreas Brasileiras
- EVA Air *
- Emirates
- Gol Linhas Aéreas
- Iberia
- KLM

*- Miembro de Star Alliance.

## Finanzas
Compañía Panameña de Aviación S.A.(Copa Airlines) es subsidiaria de Copa Holdings S.A., compañía pública regulada por la Comisión de Bolsa y Valores.
Cotiza en la Bolsa de Nueva York desde el año 2005 y es miembro de la red global de aerolíneas Star Alliance.

## Accidentes e incidentes
- El 6 de junio de 1992, el vuelo 201 de Copa Airlines, un Boeing 737-200, partió de la ciudad de Panamá con destino a la ciudad de Cali, Colombia. Al momento de sobrevolar el Tapón del Darién, una falla del giroscopio desoriento al capitán de la aeronave, lo que derivó en la pérdida del control del avión. Producto de este lamentable accidente, se registraron 47 víctimas fatales que se encontraban a bordo del vuelo.
- El 19 de noviembre de 1993, el vuelo 301 de Copa Airlines un Boeing 737-112 se salió de la pista al aterrizar en el Aeropuerto Internacional de Tocumen, en un vuelo procedente de Miami, Estados Unidos, con 86 pasajeros y seis tripulantes a bordo. Los pilotos no lograron alinear la aeronave con la pista a causa de severos vientos cruzados. No se reportaron heridos y el avión fue dado de baja.[16]
- El 21 de mayo de 2012: alrededor de las 10:00 p. m., un avión de Copa Airlines procedente de Guayaquil, Ecuador, con 107 pasajeros, se salió de la pista mientras aterrizaba en el Aeropuerto Internacional de Tocumen. La turbina derecha de la aeronave se vio afectada tras hacer contacto con el área verde de la pista. Ningún pasajero resultó herido.
- El 30 de noviembre de 2012, a las 5:30 p. m., un avión de Copa Airlines se salió de la pista en la cabecera norte del Antiguo Aeropuerto Internacional Mariscal Sucre, en Quito. Los 155 pasajeros y seis ocupantes fueron evacuados sin inconvenientes. El operativo finalizó una hora después, sobre las 6:30 p. m.
- El 31 de enero de 2019, un 737-800 de Copa Airlines aterrizó de emergencia en el Aeropuerto Internacional de Tocumen luego de recibir una ingesta de un ave en uno de sus motores. El avión realizaba el vuelo CM358 de Ciudad de Panamá a Ciudad de Guatemala.
- El 26 de septiembre de 2022, el vuelo 135 de Copa Airlines, un Boeing 737-800 que cubría la ruta Ciudad de México - Panamá, se salió de la pista la noche de ese 26 de septiembre al aterrizar en el Aeropuerto Internacional de Tocumen en la capital panameña, aparentemente en medio de condiciones climáticas adversas. El vuelo transportaba 159 pasajeros y siete tripulantes, los cuales fueron evacuados de emergencia por los toboganes de la aeronave. Afortunadamente en ese incidente no se registraron víctimas mortales ni tampoco personas heridas.

## Libreas
Desde su fundación en 1947, Copa Airlines ha utilizado varios diseños de fuselajes distintos en conmemoración de patrocinios o fechas relevantes, como el adorno especial que lució su flota de Boeing 737-700 en noviembre de 2003, en honor a los 100 años de la República de Panamá. La librea especial consistió en el logotipo oficial del centenario y el retrato del primer presidente de Panamá, Manuel Amador Guerrero.
En 2006, un Embraer 190 lució una librea especial que denota es el Embraer 190 200 producido por el fabricante brasileño Embraer.
En 3 de febrero de 2011, la autoridad de turismo de Panamá trabajó junto a Copa Airlines para crear una librea especial de un Boeing 737-800 con un logo de la mariposa de Panamá y la URL "visitpanama.com.". Esto fue parte de un esfuerzo para promover el turismo en Panamá. A partir de 2013, el avión ya no tiene el logo a la izquierda hacia adelante.
6 de marzo de 2012, llevó una nueva Copa Airlines Boeing 737-800 (registro HP-1728CMP) con la librea de Star Alliance. Además, introdujo un estilo de fuente y rediseñado en el logo de la Copa Airlines. Este avión estuvo inactivo hasta el 21 de junio del mismo año, cuando fue expuesto en la celebración de la integración oficial de la compañía a la alianza Star Alliance. La aeronave inició seis días más tarde, haciendo el primer vuelo de pasajeros sin escalas programadas de Panamá a Las Vegas. El 30 de mayo de 2012, otro nuevo Boeing 737-800 (registro HP-1823CMP) con la librea de Star Alliance.
Copa recibió un nuevo Boeing 737-800 (registro HP-1825CMP, se muestra a la derecha) en octubre de 2012, portando una librea con el Biomuseo de Gehry, un museo que se abrió en Ciudad de Panamá en octubre de 2013.
En marzo de 2013, fue recibido un nuevo Boeing 737-800 de Copa Airlines (registro HP-1830CMP) con el esquema de la librea de Star Alliance. Este fue el tercer avión de la flota con la librea de Star Alliance.
En agosto de 2014, Copa Airlines trabajó con la Autoridad del Canal de Panamá para poner en marcha una campaña especial en honor del 100.º aniversario del Canal de Panamá. La campaña incluyó la aplicación de una librea especial, que tiene una imagen gráfica de las cerraduras, en la parte posterior de dos aviones Boeing 737-800 y se espera a ser implementado en más de 40 aviones de la flota.
Desde 1947 a presentar, Copa Airlines ha utilizado las libreas siguientes:
- Compañía Panameña de Aviación - (1947 – 1961)
- Vuele Copa - (1961 – 1965)
- Copa Panamá (original) - fuselaje blanco con un cheatline rojo o verde (1965 – 1971)
- Copa Panamá (1.ª actualización) - cheatline rojo y naranja con blanco fuselaje (1971 – 1980)
- Copa Panamá (2.ª actualización) - rojo y amarillo cheatline con fuselaje blanco (1980 – 1990)
- Copa "Billboard style" - rojo y amarillo cheatline fuselaje blanco, y el logotipo de la "Copa" en la parte delantera del fuselaje ancho y cola. (1990 – 1999)
- Copa Airlines - fuselaje blanco y gris, con oro cheatline en el medio y el logo de mundo conocido. (1999 – presente)
- El livery blanco y gris ha sido utilizado por Copa Airlines desde 1999, después de que Continental levantado su propiedad de la empresa hasta el 51% en ese año. Aunque Continental cesó sus operaciones en marzo de 2012 como resultado de su fusión con United Airlines, Copa y United todavía usan la misma librea y el diseño del logotipo de "globo", pero los estilos de la fuente de ambas líneas aéreas ha cambiado.

Hasta octubre de 2021 tiene tres 737-800 con la librea de Star Alliance (HP-1728CMP, HP-1823CMP y HP-1830CMP), un Boeing 737-800 (HP-1849CMP) con la librea dedicada al programa de fidelización de la compañía ConnectMiles y un 737-800 con la librea de la selección de fútbol de Panamá (HP-1534CMP). Anteriormente tenían un 737-800 con librea de los 100 años del Canal de Panamá (HP-1727CMP), un 737-800 con librea en honor al fútbol de Rosario (HP-1846CMP), dos 737-800 con la librea del São Paulo Futebol Clube (HP-1829CMP y HP-1831CMP), un 737-800 con librea del avión número 100 de la flota de Copa Airlines "Panama connects the Americas" (HP-1852CMP), un 737-800 con librea en honor a su aniversario de 70 Años (HP-1711CMP), un 737-800 con la cola pintada del logotipo de las Grandes Ligas de Béisbol (HP-1533CMP), un Embraer 190 (HP-1564CMP) con la librea dedicada al programa de fidelización de la compañía ConnectMiles, un 737-800 con librea del programa de turismo Visit Panama (HP-1730CMP) y un 737-800 con la librea del Museo de la Biodiversidad (HP-1825CMP). Para conmemorar el 75 aniversario de la aerolínea, se pintó un 737-800 con el livery rojo y naranja usado en la década de los 70's. (HP-1841)

## Reconocimientos
En 2013, 2014,2015 y 2017 la compañía Copa Airlines fue galardonada como la aerolínea más puntual de América Latina por la compañía FlightStats, reconocida a nivel global por la veracidad de sus estudios y recolección de datos en el campo de la aviación internacional.
El galardón de haber sido reconocida como la “Aerolínea más puntual de Latinoamérica”, reconoce a las mejores aerolíneas a nivel mundial por demostrar su compromiso con la puntualidad de los vuelos.
Para el resultado del ranking se tomó en cuenta el número de vuelos regulares, el número de vuelos que fueron realizados con éxito y se comparó con la cifra de vuelos que partieron a los 15 minutos de la hora de salida programada, así como el número de vuelos que llegaron dentro de los 14 minutos de tiempo de llegada.
Con un promedio anual del 90.29% en puntualidad, Copa Airlines se hizo acreedora a este reconocimiento por segundo año consecutivo, inclusive con estos resultados mejoró sus propios registros del 2013, año en el que logró 89.40% en puntualidad.